# Phil Ochs
Philip David "Phil" Ochs, född 19 december 1940 i El Paso, Texas, död 9 april 1976 i Queens, New York, var en amerikansk protestsångare och sångskrivare. Ochs var känd för sin skarpa och bittra humor, innerliga humanism, politiska aktivism, insiktsfulla texter och distinkta röst. Han skrev hundratals sånger under 1960-talet och släppte åtta album under sin livstid. 
Phil Ochs föddes i en judisk familj, och hans mor var från Skottland. I sin ungdom studerade han journalistik vid Ohio State University, och det var under universitetstiden som hans intresse för såväl folkmusik som politik uppkom. 1962 flyttade Ochs till New York, och började där röra sig inom den växande folkmusikscenen i stadsdelen Greenwich Village.
Ochs musik berörde ofta aktuella politiska frågor, däribland krig, medborgerliga rättigheter och arbetarklassens kamp. Han framträdde ofta i olika politiska sammanhang, som protester mot Vietnamkriget, medborgarrättsrörelsens marscher och fackliga tillställningar, men även på stora musikscener som det berömda konserthuset Carnegie Hall på Manhattan i New York. Politiskt beskrev han sig själv som en socialdemokrat till vänster som blev en "tidig revolutionär" efter protester mot ett politiskt konvent för det Demokratiska partiet år 1968 som urartade i ett upplopp med polisen. Ochs hade kopplingar till Students for a Democratic Society (SDS), en organisation som började som en protestgrupp mot Vietnamkriget och utvecklades till en tongivande kraft inom 1960-talets "nya vänster". Han var även inblandad i bildandet av Youth International Party.
Efter åratal av produktivt skrivande under 1960-talet började Ochs mentala hälsa försämras under 1970-talet. Mot slutet av sitt liv led Ochs av flera problem, som bipolär sjukdom och alkoholism, vilket ledde till att han begick självmord 1976.
Några av Ochs influenser var Woody Guthrie, Pete Seeger, Buddy Holly, Elvis Presley, Bob Gibson, Faron Young, Merle Haggard, John Wayne, och John F. Kennedy. Bland hans mest kända sånger finns "I Ain't Marching Anymore", "Changes", "Crucifixion", "Draft Dodger Rag", "Love Me, I'm a Liberal", "Outside of a Small Circle of Friends", "Power and the Glory", "The War Is Over" och "When I'm Gone".

## Diskografi
- All the News That’s Fit To Sing (1964)
- I Ain’t Marching Anymore (1965)
- Phil Ochs in Concert (1966)
- Pleasures of the Harbor (1967)
- Tape From California (1968)
- Rehearsals For Retirement (1969)
- Greatest Hits (1970)
- Gunfight at Carnegie Hall (1974) (live)
- Chords of Fame (1976)
- A Toast to Those Who Are Gone (1986) (demoinspelningar)
- There and Now: Live in Vancouver, 1968 (1991) (live)
- Farewells & Fantasies (1997) (3-CD box)
- On My Way (2010) (demoinspelningar)